# Brandon Rogers (youtuber)
Brandon George Rogers (Livermore, 3 agosto 1988) è uno youtuber, attore e cabarettista statunitense.
È noto principalmente per aver dato vita e interpretato numerosi personaggi in sketch comici e webserie pubblicate nel suo canale omonimo di YouTube, nonché per aver collaborato con Vivienne Medrano allo sviluppo della webserie Helluva Boss, dove doppia il protagonista Blitzø Buckzo, oltre ad essere il doppiatore della reporter Katie Killjoy in Hazbin Hotel.

## Biografia

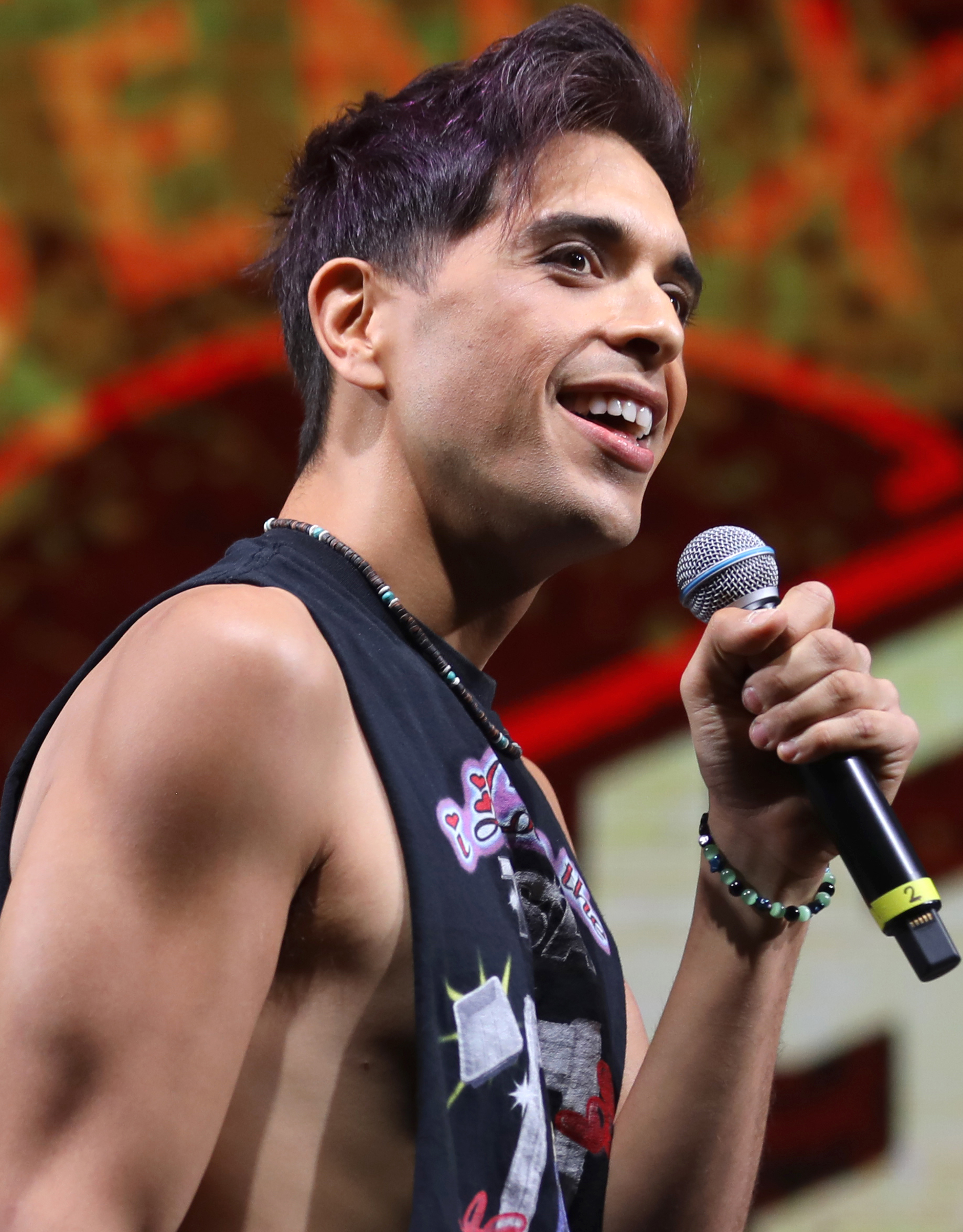

Brandon Rogers è nato a Livermore, California, in una famiglia di discendenze portoghesi, filippine, scozzesi e spagnole. Sua madre è una contabile mentre il padre un impiegato presso Cisco; ha due fratelli minori. Ai primi del duemila, dopo essersi trasferito a Los Angeles, è stato assunto presso uno studio legale specializzato in lesioni personali, per assistere il documentarista Gabriel Gonzales a riprendere la vita quotidiana dei querelanti per poter utilizzare tali video in tribunale. Nel tempo libero ha quindi iniziato a realizzare delle versioni umoristiche dei suddetti documentari e, il 7 gennaio 2006, ha aperto il suo canale YouTube, inizialmente chiamato "HotBananaStud". Nel 2015, dopo che alcuni spezzoni dei suoi sketch sono stati caricati senza accreditamento in un video di sei secondi da un utente di Vine diventando virale, è stato incluso nella serie React di Fine Brothers Entertainment, Rogers è diventato pubblicamente noto e ha ottenuto fama online.
Nel 2016 Super Deluxe si è offerta di produrre uno spettacolo per Rogers, Magic Funhouse!, reso disponibile sul servizio in abbonamento di Fullscreen, divenendo il programma più seguito della piattaforma e venendo nominata come miglior serie comica alla settima edizione degli Streamy Awards. Nel 2017 Rogers è stato nominato nella categoria per i creator emergenti al Just for Laughs ed è stato co-conduttore della nona edizione degli Streamy Awards, oltre a venire nominato per quattro premi vincendo quello per la miglior sceneggiatura e per la recitazione grazie alla sua webserie Blame the Hero. Nel 2018, Rogers è stato finalista alla decima edizione degli Shorty Awards per il premio al miglior comico di YouTube.
Nel 2019 Rogers ha collaborato con Comedy Central per il loro programma "Under the Influencer" assumendo il controllo delle piattaforme social dell'azienda per una settimana.

## Vita privata
Rogers è apertamente omosessuale. A discapito dell'ambiente conservatore della sua città natale, è stato cresciuto e si identifica con valori politici e morali di stampo liberale.

## Filmografia

### Attore

#### Cinema
- Neighborhood Patrol, regia di Brandon Rogers - cortometraggio (2013)
- The Mismatched, regia di Brandon Rogers - cortometraggio (2021)
- Bryce Tankthrust, CEO, regia di Brandon Rogers - cortometraggio (2021)
- Action #1, regia di Alex Fernie (2023)
- Bosco, regia di Nicholas Manuel Pino (2024)

#### Televisione
- Farmer Wants A Wife - reality show, episodio 2x02 (2024)
- Off Shoot - serie TV, episodio 1x04 (2024)

#### Webserie
- Grandpa (2008-in corso)
- Theater Class (2009-2012)
- Magic Funhouse! (2016-2017)
- Stuff & Sam! (2017-2018)
- Blame the Hero (2019)
- Blood & Makeup (2020)
- Normal British Series (2021-2022)
- Class Acts (2024-in corso)

### Doppiatore
- Helluva Boss (2019-in corso) - Blitzø
- Hazbin Hotel (2024-in corso) - Katie Killjoy

## Doppiatori italiani
Da doppiatore è sostituito da:
- Roberto Fedele in Hazbin Hotel